# Красный Берег (Московская область)
Красный Берег — деревня в городском округе Шаховская Московской области.
Деревня расположена в западной части округа, примерно в 12 км к западу от райцентра Шаховская, у границы с Тверской областью, на правом берегу реки Дёржи, высота центра над уровнем моря 221 м. Ближайшие населённые пункты — Бушуевка на юго-западе и Машутино Зубцовского района Тверской области на северо-западе. Имеется остановка 44-го автобуса.
В деревне 2 улицы — Прибрежная и Соловьиная.
1994—2006 гг. — деревня Волочановского сельского округа Шаховского района.
2006—2015 гг. — деревня сельского поселения Степаньковское Шаховского района.
2015 г. — н. в. — деревня городского округа Шаховская Московской области.

## Население
| 2002 | 2006 | 2010 |
| ---- | ---- | ---- |
| 22   | ↗24  | ↘11  |